# Рауденайское староство
Рауденайское староство (лит. Raudėnų seniūnija) — одно из 11 староств Шяуляйского района, Шяуляйского уезда Литвы. Административный центр — деревня Рауденай.

## География
Расположено на северо-западе Литвы, в западной части Шяуляйского района, на Жемайтской возвышенности.
Граничит с Куршенайским сельским староством на востоке, Папильским староством Акмянского района — на севере, Шаукенайским староством Кельмеского района — на юге, Тришкяйским староством Тельшяйского района — на западе и северо-западе, и Упинским староством Тельшяйского района — на западе и юго-западе.

## Население
Рауденайское староство включает в себя 56 деревень и 1 хутор.
| 2001                           | 2005 | 2010 |
| ------------------------------ | ---- | ---- |
| 1713                           | 1731 | 1700 |
| Гистограмма динамики населения |      |      |